# Eutrixopsis pallida
Eutrixopsis pallida är en tvåvingeart som först beskrevs av Villeneuve 1936.  Eutrixopsis pallida ingår i släktet Eutrixopsis och familjen parasitflugor. Inga underarter finns listade i Catalogue of Life.